# خوسيه باتيستا
خوسيه باتيستا (بالإسبانية: José Batista) (مواليد 6 مارس 1962) هو لاعب كرة قدم. يلعب مع منتخب الأوروغواي لكرة القدم. سبق له أن لعب في كأس العالم لكرة القدم مع منتخب بلاده.

## روابط خارجية
- خوسيه باتيستا على موقع الاتحاد الدولي (مؤرشف)  (الإنجليزية)
- خوسيه باتيستا على موقع قاعدة بيانات كرة القدم.إي يو (الإنجليزية)
- خوسيه باتيستا على موقع ناشيونال فوتبول تيمز (الإنجليزية)
- خوسيه باتيستا على موقع عالم كرة القدم.نت (الإنجليزية)